# Borus
Borus (ros.: Борус) – pasmo górskie w azjatyckiej części Rosji, na południu Kraju Krasnojarskiego, w północnej części łańcucha Sajanu Zachodniego. Rozciąga się na długości ok. 50 km wzdłuż prawego brzegu Jeniseju, u jego ujścia z Kotliny Minusińskiej. Najwyższy szczyt pasma ma wysokość 2318 m n.p.m. Góry zbudowane są z łupków krystalicznych, serpentynitów i perydotytów. Zbocza pokryte są tajgą górską. W partiach szczytowych występuje tundra górska.